# Фігурні числа
Фігурні числа — це числа, які можна представити у вигляді регулярних дискретних геометричних об'єктів (наприклад, множин кругів чи куль), які щільно виповнюють правильні геометричні фігури. Наприклад, трикутне число — це кількість кругів однакового діаметру з яких можна скласти правильний трикутник. Аналогічно визначають квадратні, п'ятикутні та інші числа. Назва конкретного виду фігурних чисел відображає назву відповідної геометричної фігури. Вважається, що від цих чисел пішов вираз «піднести число до квадрата чи куба».

## Історія
Багатокутні числа зустрічаються вже у піфагорійців (VI ст. до н. е.) на думку яких вони відіграють важливу роль у структурі Всесвіту (див. Тетраксис) та у роботах подальших грецьких математиків (Ератосфен, Гіпсикл). Особливо детально їх вивчали математики перших століть нашої ери: Нікомах, Теон Смірнській (II ст.) і їх сучасники. Ними захоплювався і батько грецької алгебри Діофант III–IV ст. н. е.), що написав про них цілу книгу, яка дійшла до нас. Грецькі математики дослідили різні властивості багатокутних чисел, які, зазвичай, доводилися за допомогою геометричних побудов на фігурах.
Незалежно від грецьких математиків багатокутними числами займалися індійські і китайські математики.
Велику увагу фігурним числам приділяли і перші математики середньовічної Європи:Фібоначчі, Пачолі, Кардано та інші. В Новий час багатокутні числа досліджувались Ферма (XVII ст.), Валлісом, Ейлером, Лагранжем (XVIII ст.), Гаусом (XIX ст.) та ін. Ферма сформулював (1637) так звану «золоту теорему» (або теорему Ферма про багатокутні числа):
- Довільне натуральне число є сумою щонайбільше {\displaystyle n} {\displaystyle n}-кутних чисел,

тобто
- Довільне натуральне число — або трикутне, або сума двох чи трьох трикутних чисел;
- Довільне натуральне число — або квадратне, або сума двох, трьох чи чотирьох квадратних чисел; (Теорема Лагранжа про чотири квадрати);
- Довільне натуральне число — або п'ятикутне, або сума від двох до п'яти п'ятикутних чисел;
- і т. д.

Ферма не міг дати доведення цієї теореми, що слідує, за його словами, це одна «з багатьох глибоко прихованих таємниць чисел». Пройшовши через руки Ейлера, Лагранжа, Лежандра і Гауса, теорема Ферма була повністю доведена французьким математиком Коші  у 1813 році . З цієї теореми випливає багато важливих властивостей чисел.
Зазначимо, що в європейській математиці інколи фігурними числами називалися коефіцієнти членів степенів бінома {\displaystyle (a+b)^{n}} при {\displaystyle n=1,2,3,4,\ldots } тобто числа з трикутника Паскаля.

## Багатокутні числа, які відповідають правильним багатокутникам
| * | * · * · * | * · * · * · * · * · * | * · * · * · * · * · * · * · * · * · * | * · * · * · * · * · * · * · * · * · * · * · * · * · * · * | * · * · * · * · * · * · * · * · * · * · * · * · * · * · * · * · * · * · * · * · * |

Натуральний ряд чисел починається з 1, а всі інші числа отримуємо додаванням до попереднього числа по одиниці. Природно прийти до думки скласти таку числову послідовність, яка починається з одиниці і утворює наступні числа додаванням до попереднього числа по 2, по 3, по 4 і так далі…
Таким чином утворюються послідовності чисел:
1, 2, 3, 4, 5, 6, 7, 8, 9, 10, …, {\displaystyle n}, … .
1, 3, 5, 7, 9, 11, 13, 15, 17, …, {\displaystyle 2n+1}, … .
1, 4, 7, 10, 13, 16, 19, 21, …, {\displaystyle 3n+1}, … .
1, 5, 9, 13, 17, 21, 25, 29, …, {\displaystyle 4n+1}, … .
Знайдемо суми одного, двох, трьох, чотирьох і так далі…
Утворяться такі послідовності:
- 1, 3, 6, 10, 15, 21, 28, … , {\displaystyle {\frac {n^{2}+n}{2}}}, … . трикутні числа, (послідовність A000217 в OEIS).

- 1, 4, 9, 16, 25, 36, 49, … , {\displaystyle n^{2}}, … . квадратні числа, (послідовність A000290 в OEIS).

- 1, 5, 12, 22, 35, 51, 70, … , {\displaystyle {\frac {3n^{2}-n}{2}}}, … . п'ятикутні числа, (послідовність A000326 в OEIS).

- 1, 6, 15, 28, 45, 66, 91, … , {\displaystyle 2n^{2}-n}, … . шестикутні числа, (послідовність A000384 в OEIS).

- 1, 7, 18, 34, 55, 81, 112,… , {\displaystyle {\frac {5n^{2}-3n}{2}}}, … . семикутні числа, (послідовність A000566 в OEIS).

- 1, 12, 33, 64, 105, 156, … , {\displaystyle 5n^{2}-4n}, … . дванадцятикутні числа, (послідовність A051624 в OEIS).

## Багатокутні числа, які відповідають неправильним багатокутникам
- Прямокутне число